# Liga de Rugby de Chile 2012
La Liga de Rugby de Chile de 2012 fue la tercera edición del torneo de rugby de Chile.

## Sistema de disputa
Cada equipo disputó encuentros frente a cada uno de sus rivales en condición de local y de visitante, totalizando 8 partidos cada uno, posteriormente los mejores cuatro equipos clasificaron a semifinales.
Puntuación
Para ordenar a los equipos en la tabla de posiciones se los puntuará según los resultados obtenidos.
- 3 puntos por victoria.
- 2 puntos por empate.
- 0 puntos por derrota.
- 1 punto bonus por ganar haciendo 3 o más tries que el rival.
- 1 punto bonus por perder por siete o menos puntos de diferencia.

## Participantes
| Equipo              |
| ------------------- |
| Viña Rugby Club     |
| Sporting Rugby Club |
| Old John's          |
| Los Troncos         |
| Old Macks           |

## Fase final

#### Final
| 2012 | Old Macks | 20 - 18 | Los Troncos |  |  |

| Bandera de Chile  |
| Campeón Old Macks |
| Primer título     |